# Championnat du Bangladesh de football 2008-2009
Navigation
Édition précédente Édition suivante
La saison 2008-2009 du Championnat du Bangladesh de football est la seconde édition de la B-League, le championnat national professionnel de première division bangladais. Les onze équipes engagées sont regroupées au sein d'une poule unique où elles affrontent deux fois leurs adversaires, à domicile et à l'extérieur. En fin de saison, pour permettre l'extension du championnat à 13 équipes, le dernier du classement est relégué et remplacé par les trois meilleurs clubs de seconde division.
C'est le tenant du titre, le club d'Abahani Limited Dhaka qui remporte à nouveau la compétition cette saison après avoir terminé en tête du classement, avec six points d'avance sur Mohammedan SC Dacca et neuf sur Sheikh Russell KC. C'est le deuxième titre de champion du Bangladesh de l'histoire du club.

## Participants
- Abahani Limited Dhaka
- Mohammedan SC Dacca
- Muktijoddha Sangsad KC
- Sheikh Russell KC
- Farashganj SC
- Brothers Union
- Arambagh KS
- Mohammedan SC Chittagong
- Abahani Limited Khulna
- Abahani Limited Chittagong
- Rahmatganj MFS

## Compétition

### Classement
Le classement est établi sur le barème de points classique : victoire à 3 points, match nul à 1, défaite à 0.
| Rang | Équipe                     | Pts | J  | G  | N | P  | Bp | Bc | Diff |
| ---- | -------------------------- | --- | -- | -- | - | -- | -- | -- | ---- |
| 1    | Abahani Limited DhakaT     | 50  | 20 | 16 | 2 | 2  | 45 | 11 | +34  |
| 2    | Mohammedan SC DaccaC       | 44  | 20 | 13 | 5 | 2  | 42 | 12 | +30  |
| 3    | Sheikh Russell KC          | 41  | 20 | 12 | 5 | 3  | 40 | 20 | +20  |
| 4    | Brothers Union             | 37  | 20 | 10 | 7 | 3  | 34 | 23 | +11  |
| 5    | Mohammedan SC Chittagong   | 30  | 20 | 8  | 6 | 6  | 22 | 16 | +6   |
| 6    | Farashganj SC              | 26  | 20 | 7  | 5 | 8  | 23 | 22 | +1   |
| 7    | Rahmatganj MFS             | 21  | 20 | 6  | 3 | 11 | 24 | 32 | -8   |
| 8    | Abahani Limited Chittagong | 20  | 20 | 5  | 5 | 10 | 18 | 23 | -5   |
| 9    | Arambagh KS                | 18  | 20 | 4  | 6 | 10 | 14 | 27 | -13  |
| 10   | Muktijoddha Sangsad KC     | 13  | 20 | 3  | 4 | 13 | 8  | 35 | -27  |
| 11   | Abahani Limited Khulna     | 5   | 20 | 1  | 2 | 17 | 10 | 59 | -49  |

|  | Qualification pour la Coupe du président de l'AFC 2010      |
|  | Relégation directe en deuxième division                     |
|  | T : Tenant du titre C : Vainqueur de la Coupe du Bangladesh |

## Bilan de la saison
| Championnat du Bangladesh de football 2008-2009                        |                                  |
| Champion                                                               | Abahani Limited Dhaka (2e titre) |
| Coupes et trophées                                                     |                                  |
| Vainqueur de la Coupe du Bangladesh 2008-2009                          | Mohammedan SC Dacca              |
| Qualifications continentales                                           |                                  |
| Coupe du président de l'AFC 2010                                       | Abahani Limited Dhaka            |
| Promotions et relégations                                              |                                  |
| Promus en Championnat du Bangladesh de football                        | Feni Soccer Club                 |
| Promus en Championnat du Bangladesh de football                        | Shukhtara Jubo Sangsad           |
| Promus en Championnat du Bangladesh de football                        | Biyanibazar FC                   |
| Relégués en Championnat du Bangladesh de football de deuxième division | Abahani Limited Khulna           |